# 約翰·史金納·威爾森
約翰·史金納·「貝爾蓋」·威爾森（英語：John Skinner "Belge" Wilson，1888年—1969年），為蘇格蘭籍童軍活動的權威與朋友，與羅伯特·貝登堡為同一時代人物，曾組織與領導國際童軍局（世界童軍運動組織世界童軍局前身）。1938年至1939年，威爾森接替過世的胡伯特·史丹利·馬丁，擔任代理局長；1939年，他當選新任局長，直至1951年卸任，隨後又擔任4年的世界童軍運動組織榮譽會長。

## 童軍活動
1937年，威爾森上校獲得世界童軍運動組織唯一榮譽獎項銅狼獎，表彰他對於童軍活動的卓著貢獻。1952年，他獲得了日本童軍總會的最高榮譽獎項金雉獎。1957年，威爾森造訪奧地利，獲頒奧地利童軍活動的其中一項最高榮譽「銀摩羯獎」（Silbernen Steinbock）。

## 軍事
威爾森上校因第二次世界大戰期間，帶領特別行動執行處的斯堪地那維亞分部而廣為人知。他也參與了英國─挪威協調委員會；也因為此項工作，他被授予聖歐拉夫皇家挪威獎章。

### 引用
1. ↑  https://www.scout.org/BronzeWolfAward/list （页面存档备份，存于） complete list
2. ↑  reinanzaka-sc.o.oo7.jp/kiroku/documents/20140523-3-kiji-list.pdf
3. ↑  . Unser Ziel-Monatsschrift für Pfadfinderführer (Pfadfinder Österreichs). October 1957: 31 （德语）.
4. ↑  Kraglund, Ivar. . Dahl, Hans Fredrik  (编). . Oslo: Cappelen. 1995  [2008-11-07]. （原始内容存档于2012-03-01） （挪威语）.

### 書籍
- Scouting Round the World（英语：Scouting Round the World）, John S. Wilson, first edition, Blandford Press 1959.

| 世界童軍運動組織            | 世界童軍運動組織     | 世界童軍運動組織     |
| --------------------------- | -------------------- | -------------------- |
| 前任者： 胡伯特·史丹利·馬丁 | 秘書長 1938年─1951年 | 繼任者： 丹尼爾·史派 |